# Brachycentrus americanus
Brachycentrus americanus is een schietmot uit de familie Brachycentridae. De soort komt voor in het Palearctisch en het Nearctisch gebied.